# Stefano Garzon
Stefano Garzon (Verona, 23 dicembre 1981) è un allenatore di calcio ed ex calciatore italiano, di ruolo centrocampista. Ha insegnato educazione fisica alle Scuole Carlo Perucci di Marzana e successivamente è diventato preside dell'istituto Provolo.

## Carriera
Esordisce in Serie A nella stagione 2006-2007 con la maglia del Chievo, entrando all'82' di Sampdoria-Chievo (3-0) del 12 novembre 2006.
In precedenza aveva disputato due stagioni in Serie B con Pescara e Cremonese.
Dal 2007 al 2011 milita nell'Hellas Verona, nell'ultimo anno in Veneto conquista la promozione attraverso i play-off in Serie B. Al termine della stagione rimane svincolato.
Il 21 luglio 2011 viene acquistato dal Lecco.
Il 25 agosto 2012 passa all'ASD Cerea, squadra militante in Serie D dove conclude la carriera da calciatore.
Nel 2018 diventa vice-allenatore dell'Ambrosiana, formazione veronese neopromossa nella massima serie dilettantistica.